# Bad Buchenthal

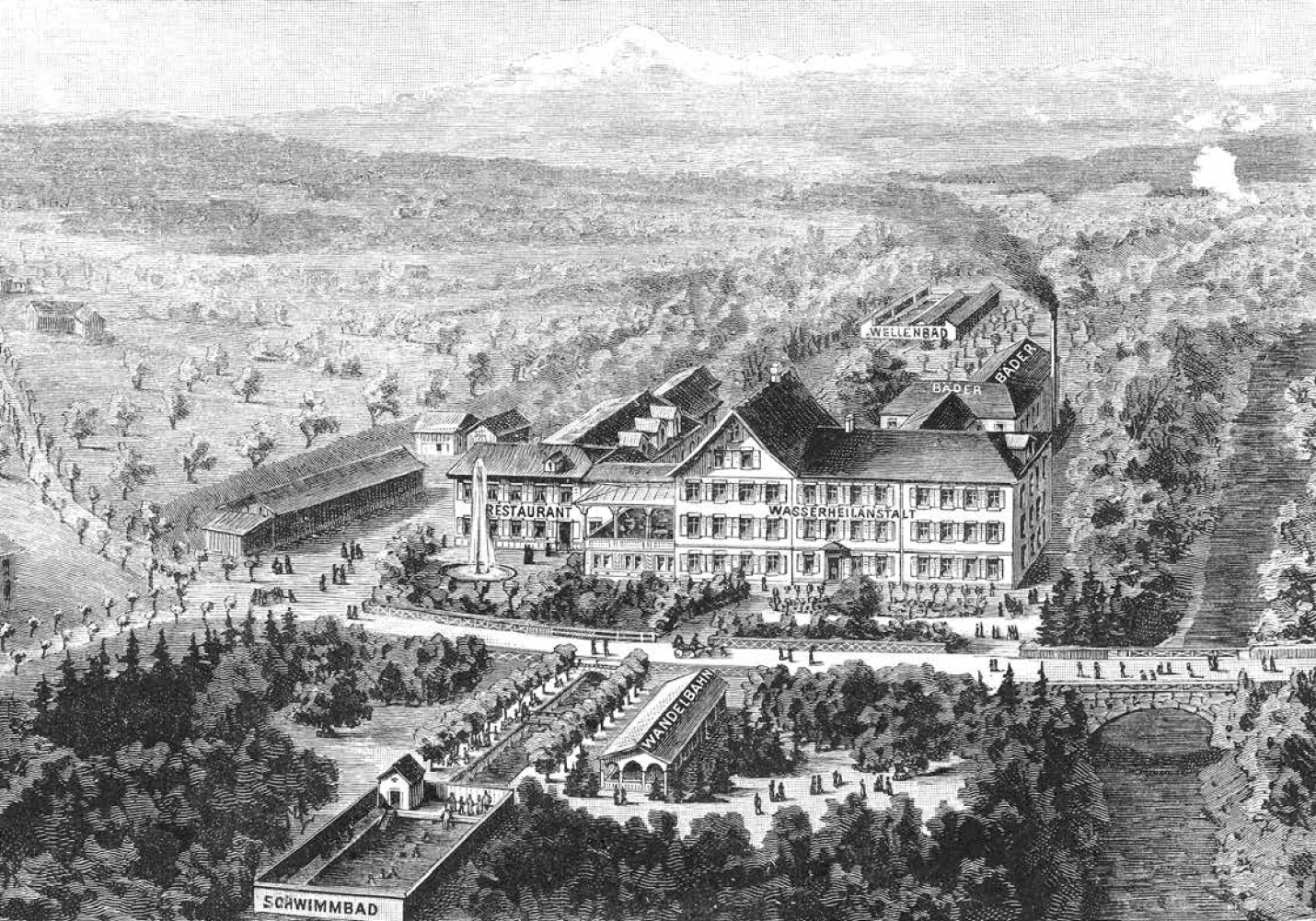
Bad Buchenthal um 1900

Das Bad Buchenthal war eine Kaltwasserheilanstalt in Oberbüren in der Schweiz, die von 1842 bis 1907 existierte.

## Geschichte
Das Bad Buchenthal wurde 1842 von Conrad Stierlin gegründet. Es bestand aus einem dreistöckigen Kurhaus zur Aufnahme von 50 Kurgästen, nach einem Umbau vor 1859 100 Personen. Die Angebotspalette beinhaltete Duschen, Fluss- und Wellenbäder in der Glatt, warme Bäder, russische Dampfbäder, Fichtennadel-Dampfbäder, Regenbäder, Staubbäder, aber auch Anwendungen der Elektrizität in Form von hydroelektrischen Bädern. Das für die Anstalt benötigte Wasser wurde der Glatt mit Hilfe eines Kanals entzogen.
Die Kuren wurde bei verschiedenen Leiden, Vergiftungen oder bei «Nervenkrankheiten» angeordnet. Das Ziel war ein «gleichmäßiges und ungestörtes Gemüthsleben, in dem man alles Störende und Lästige entfernt».
1880 wurde die Anstalt in Folge eines Konkurses dem Webereiunternehmen Mathias Naef & Cie. vergantet. Das Unternehmen baute das Bad Buchenthal aus, zudem wurden unter anderem ein Tennisplatz, eine Kegelbahn und eine Croquetanlage gebaut. Die Anlage umfasste nun rund 500 Hektaren und wurde zu einem der am stärksten frequentierten Bäder der Ostschweiz. 1895 wurde die Anlage wie folgt beworben: «Ruhige, geschützte Lage in schattigen, umfangreichen Parkanlagen, zahlreiche abwechslungsreiche Spaziergänge in anmutiger Umgebung. Vorzüglich, gewissenhafte Verpflegung, mässige Preise.»
Um die Jahrhundertwende nahm die Zahl der Gäste ab, ein Brand in der Nacht vom 9. auf den 10. September 1907 markierte das Ende der Badeanstalt.

## Lage
Es lag auf dem Gebiet der politischen Gemeinde Oberbüren, hiess aber «Wasserheilanstalt und Sanatorium Bad Buchenthal bei Niederuzwil». Heute befinden sich auf dem damaligen Gebiet des Bad Buchenthals Wohnhäuser, die Postautohaltestelle Buchental sowie eine Autogarage.